# Attihalli, Hassan
Attihalli là một làng thuộc tehsil Hassan, huyện Hassan, bang Karnataka, Ấn Độ.